# 埃玛·埃利亚松
埃玛·埃利亚松（瑞典語：Emma Eliasson，1989年6月12日—），瑞典女子冰球运动员。她曾代表瑞典参加2006年、2010年和2014年冬季奥林匹克运动会冰球比赛，其中2006年奥运会获得一枚银牌。